# Mindszenthy Sámuel
Mindszenthy Sámuel (Püspökladány, 1752. – Komárom, 1806. november 5.) református lelkész, egyházi író.

## Életpályája
Mindszenthy György református lelkész és nekézsenyi Szabó Katalin fiaként született. Debrecenben tanult az református főiskolában, ahol 1769. április 27-én lépett a felső osztályokba. 1779. szeptember 18-tól 1780. március 11-ig főiskolai senior volt, 1780-ban Svájcban a berni egyetem hallgatója lett és 1783-ban révkormáromi lelkésznek választották.

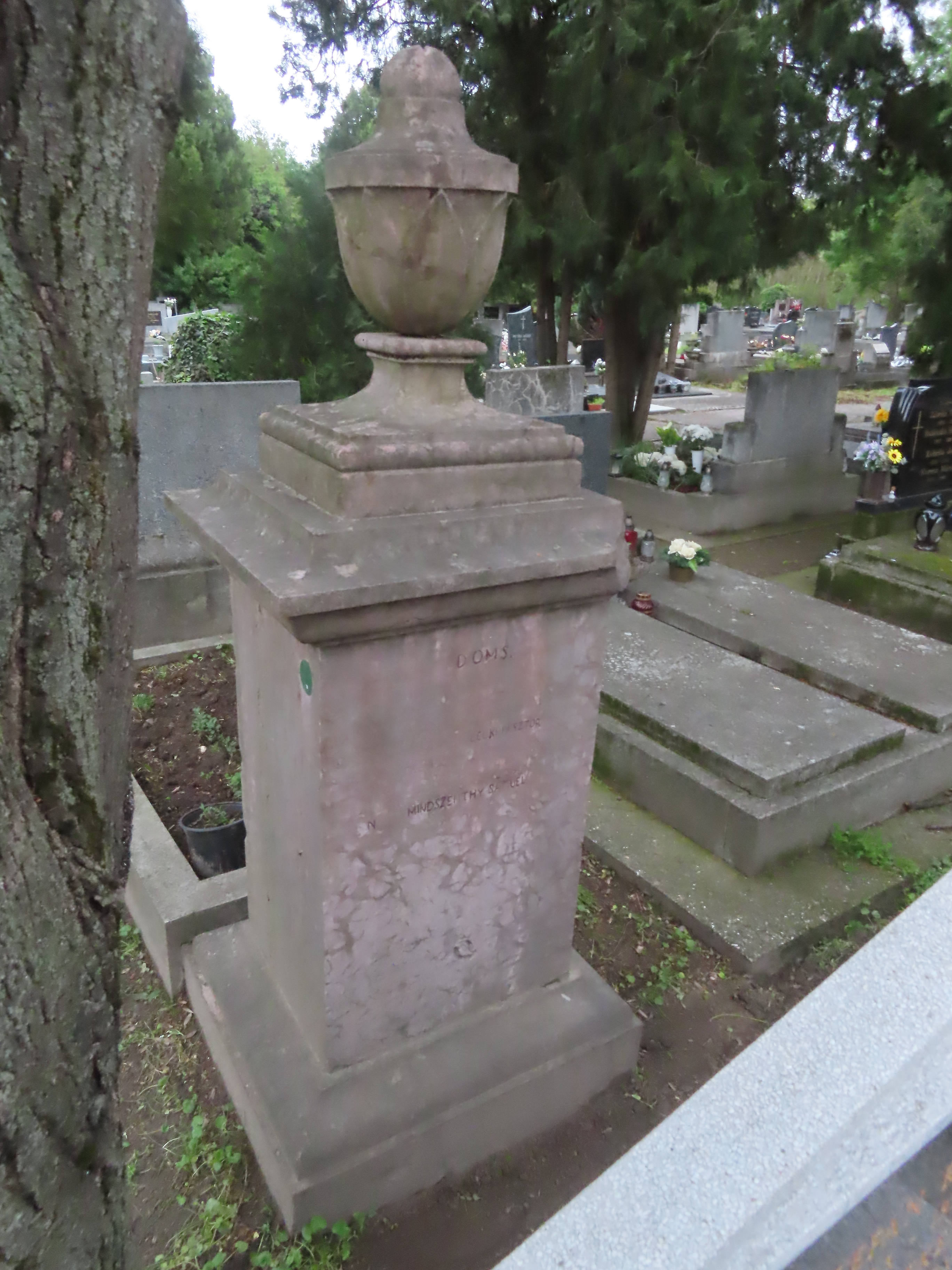
Mindszenthy Sámuel sírhelye Komáromban

1796-ban országgyűlési református lelkész Pozsonyban, Péczely József lelkésztársa és a komáromi tudóstársaság tagja volt. Komáromban hunyt el 1806-ban, élete 55. évében.

## Művei
- Broughtonnak a religióról való historiai lexikona, a mellyben a világ kezdetétől fogva a mai időig a pogányoknak, zsidóknak, keresztyéneknek, mahummedánoknak tudományok, isteni tiszteletek, ceremoniájik, szokásaik, hellyeik, személyeik, irásaik, azoknak történeteikkel együtt, a legjobb írókból előadattatnak; magyar nyelvre ford. és hozzáadásokkal kibocsátotta. Komárom, 1792-93. Három kötet. II. kötet, III. kötet
- Ladvocat apáturnak ... historiai dictionariuma, mellyben a régi patriarcháknak, tsászároknak, királyoknak, fejedelemeknek, hadi vezéreknek, vitézeknek, pogány isteneknek, hérosoknak, pápáknak, ekklésiai atyáknak, püspököknek, érsekeknek, cardinálisoknak, szenteknek, szerzeteseknek, historicusoknak, poétáknak, orátoroknak, theologusoknak, philosophusoknak sat. egy szóval minden féle tudományban, mesterségben, állapotban híres embereknek életek, irásaik, munkáik leírattatnak. Magyar nyelvre fordította, sok megbővítéssel s az 1794. esztendeig élt nevezetes személyek életének hozzáadásával kibotsátotta. Uo. 1796-97. (a VII. és VIII. pótlék-köteteket fia Mindszenthy Antal adta ki a szerző életrajzával: Uj historiai dictionarium 1. és 2. kötet mellékcímmel. Pozsony, 1808-1809.).
- kéziratban maradt: 
  - Hall József, norvichi püspök: Az ó- és új testamentomi historiákra való elmélkedesei (censurai példány);
  - Sz. Máté, sz. Márk és sz. Lukács evanteliumaira való magyarázat;
  - Wosgien Földleírása, bővítésekkel;
  - Winkopp geographiai historiai és statisztikai Lexikona (csonka).

Szerkesztette és kiadta a Mindenes Gyűjtemény című enciklopédikus folyóiratot Péczely Józseffel és Perlaky Gáborral együtt Komáromban 1789. július 1-től 1792-ig. Hat kötetben (I-IV. kötete hetenként egyszer, az V. és VI. 1791-92-ben évi kötetekben jelent meg és a cikkeket nagyobbrészt maguk a szerkesztők írták).